# Enzo Cavalli
Enzo Cavalli (Gorizia, 11 settembre 1937 – Roma, 20 settembre 2023) è stato un triplista italiano.

## Biografia
Nato nel 1937 a Gorizia, a 22 anni ha partecipato ai Giochi olimpici di Roma 1960 nel salto triplo, uscendo nelle qualificazioni con la 16ª misura, 15,48 m, risultando il primo escluso dalla finale a 15.
Nel 1958 e 1962 ha preso parte agli Europei di Stoccolma e Belgrado, sempre nel salto triplo, arrivando rispettivamente 12º con la misura di 14,84 m e 10º con 15,09 m.
Dal 1958 al 1962 è stato 4 volte campione italiano nel salto triplo, con la sola eccezione del 1960 (quando vinse Pierluigi Gatti), con le misure di 15,19 m, 15,68 m, 15,56 m e 15,43 m.
Dopo il ritiro è stato tecnico nella federazione italiana per oltre 35 anni, fino al 2002.

## Palmarès
| Anno | Manifestazione  | Sede      | Evento       | Risultato | Prestazione | Note |
| ---- | --------------- | --------- | ------------ | --------- | ----------- | ---- |
| 1958 | Europei         | Stoccolma | Salto triplo | 12º       | 14,84 m     |      |
| 1960 | Giochi olimpici | Roma      | Salto triplo | 16º (q)   | 15,48 m     |      |
| 1962 | Europei         | Belgrado  | Salto triplo | 10º       | 15,09 m     |      |

## Campionati nazionali
- 4 volte campione nazionale nel salto triplo (1958, 1959, 1961, 1962)

1958
- Oro ai campionati italiani assoluti, salto triplo - 15,19 m

1959
- Oro ai campionati italiani assoluti, salto triplo - 15,68 m

1961
- Oro ai campionati italiani assoluti, salto triplo - 15,56 m

1962
- Oro ai campionati italiani assoluti, salto triplo - 15,43 m